# ژیسموندیت
ژیسموندیت  (به انگلیسی: Gismondite) با فرمول شیمیایی Ca[Al2Si2O8].4H2O از مجموعه کانی هاست و از نام کانی‌شناس ایتالیایی C.G.Gismondi اخذ شده‌است. 
محلول در HCl CaO:۱۹٫۳۲٪  Al2O۳:۳۵٫۱۴٪  SiO۲:۲۰٫۷٪  H2O:۲۴٫۸۴٪  از نظر شکل بلور: بی پیرامیدال - پسودوتتراگونال - ماکله، شفافیت: شفاف - نیمه شفاف، شکستگی: صدفی، جلا: شیشه ای، رخ: ناقص - مطابق با سطح /۱۰۱/، سیستم تبلور: مونوکلینیک و در رده‌بندی سیلیکات  همچنین خاصیت مغناطیسی ندارد و منشأ تشکیل آن هیدروترمال - بعد از آتشفشانی است.
همایند کانی‌شناسی (پارانژ) آن واکنش‌های شیمیایی و اشعه Xژملنیت- زئولیت‌های دروغین است، از نظر ژیزمان بلوری - مخروطهای کوچک مجتمع کمیاب است و بیشتر در آلمان غربی، ایتالیا، چک اسلواکی، هاوائی و استرالیا یافت می‌شود.

## منبع
- پردیس کشاورزی ایران